# Pschornia rossica
Pschornia rossica is een vliesvleugelig insect uit de familie van de Proctotrupidae. De wetenschappelijke naam van de soort is voor het eerst geldig gepubliceerd in 1996 door Kolyada.